# Arbeitsgericht Betzdorf
Das Arbeitsgericht Betzdorf war ein rheinland-pfälzisches Gericht der Arbeitsgerichtsbarkeit mit Sitz in Betzdorf.

## Geschichte
Gemäß Arbeitsgerichtsgesetz vom 23. Dezember 1926 wurden in Deutschland Arbeitsgerichte gebildet. In Altenkirchen entstand so das Arbeitsgericht Altenkirchen.
Nach der Besetzung Deutschlands durch die Alliierten wurden 1945 zunächst alle Gerichte geschlossen. Die ordentlichen Gerichte wurden schon bald wieder eröffnet, während die Arbeitsgerichte zunächst nicht wieder eingerichtet wurden, so dass arbeitsgerichtliche Streitigkeiten von den ordentlichen Gerichten erledigt werden mussten. Gemäß Kontrollratsgesetz 21 vom 30. März 1946 sollten in Deutschland Arbeitsgerichte aufgebaut werden. Mit Präsidialerlass vom 25. Juli 1946 sollten 10 Arbeitsgerichte in Rheinland-Pfalz eingerichtet werden, darunter das in Altenkirchen. Dies wurde jedoch nicht umgesetzt, da die Voraussetzungen fehlten. Unter anderem bestanden noch keine Arbeitgeberverbände. Mit dem Gesetz zur Errichtung von Arbeitsgerichten und das Verfahren in Arbeitsgerichtsstreitigkeiten vom 6. November 1847 sowie der Landesverfügung über die Errichtung der Arbeitsgerichte und die örtliche Abgrenzung der Arbeitsgerichtsbezirke vom 15. März 1948 wurde eine neue Rechtsgrundlage geschaffen. Nun entstand aber kein Arbeitsgericht Altenkirchen, sondern ein völlig neues Arbeitsgericht Betzdorf. Sein Sprengel umfasste den Landkreis Altenkirchen und den Oberwesterwaldkreis. Am 9. September 1948 nahm das Gericht seine Arbeit auf. Seinen Sitz hatte es zunächst in Amtsverwaltung in Kirchen/Sieg (Hauptstreße 61) untergebracht. 1955 zog es in das Gebäude Bismarckstraße 7 in Betzdorf.
Durch das Erste Landesgesetz zur Verwaltungsvereinfachung vom 28. Juli 1966 wurde das Arbeitsgericht Betzdorf aufgehoben und sein Sprengel dem Arbeitsgericht Koblenz zugeschlagen.